# Наночастинка

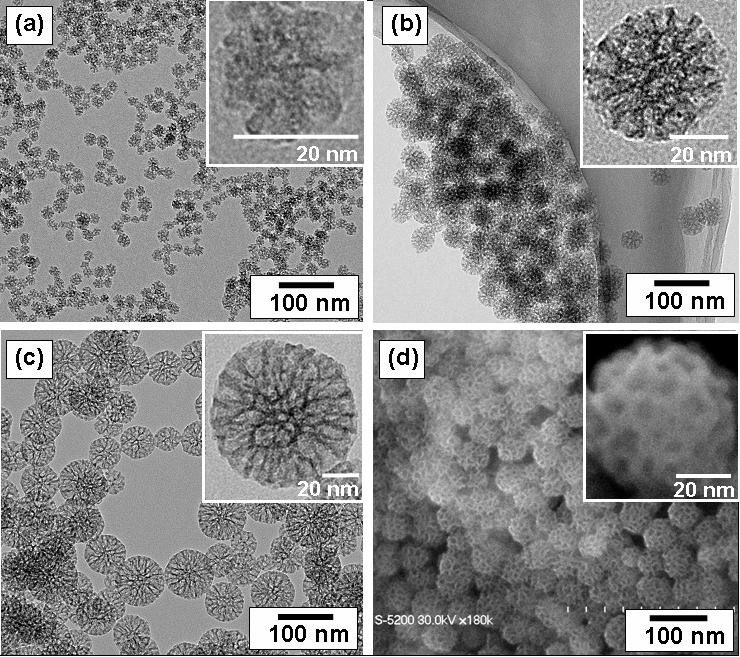
Зображення (a, b та c) мезопористих наночастинок силіки (діоксиду силіцію) з середнім зовнішнім діаметром: (a) 20 нм, (b) 45 нм, and (c) 80 нм, отримані методом електронної мікроскопії на просвічення. (d) - зображення, аналогічне (b), отримане скануючим тунельним мікроскопом. Вставки - мезопористі частинки при великому збільшенні.

Наночастинка — частинка речовини довільної форми з розмірами від 1 до 100 нм.
У нанотехнології частинкою називають невеликий об'єкт, що поводиться як єдине тіло стосовно своїх транспортних та фізичних властивостей. Наночастинки за цією класифікацією теж саме, що ультрадрібнодисперсні частинки, дрібнодисперсні частинки мають розміри від 100 до 2500 нм, а крупні — від 2500 до 10 тис. нм. Дослідження наночастинок актуальні й інтенсивні завдяки численним потенційним застосуванням в медицині та фізиці, оптиці та електроніці.
Термін наночастинки зазвичай не застосовують до окремих молекул. Здебільшого наночастинка складається з неорганічної речовини.

## Властивості

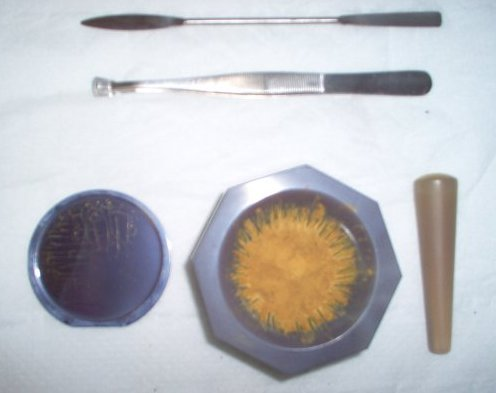
Нанопорошок кремнію

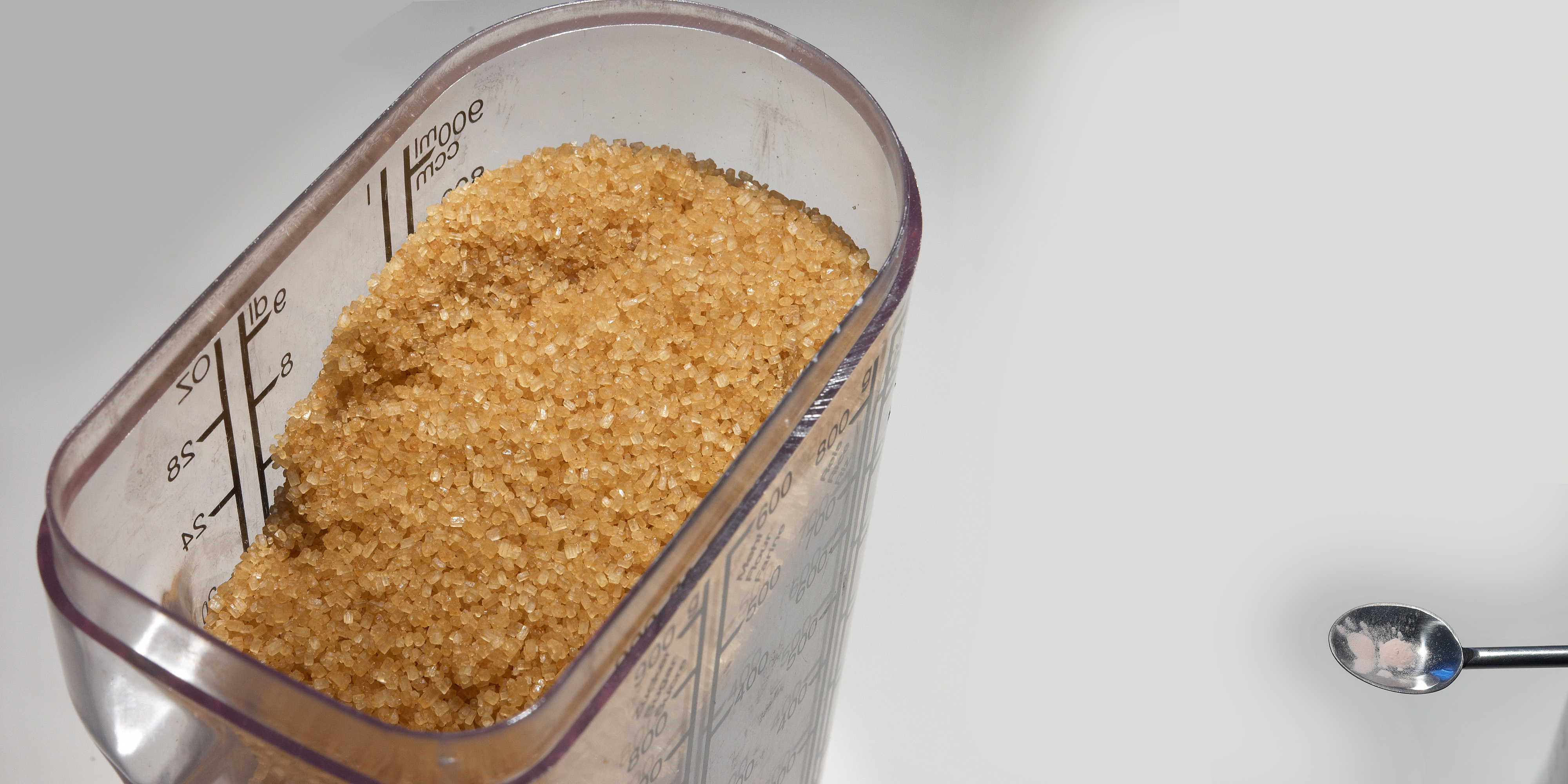
1 кг частинок об'ємом 1 мм^{3} мають таку ж площу поверхні, як 1 мг частинок об'ємом 1 нм^{3}

Великий інтерес до наночастинок продиктований тим, що вони є по суті мостом між об'ємними матеріалами та атомними чи молекулярними структурами.
Властивості об'ємної речовини не залежать від розмірів, але на нанорівні залежність від розмірів спостерігається нерідко. Коли розміри матеріалу досягають нанорівня змінюється відношення площі поверхні до об'єму. Для матеріалів, розміри яких перевищують мікрон, вплив поверхні незначний у порівнянні з об'ємом. Цікаві та часом несподівані властивості наночастинок значною мірою зумовлені збільшенням відносної ролі поверхні, яка починає домінувати над об'ємом..
Наночастинки нерідко мають несподівані оптичні властивості, оскільки вони достатньо малі для локалізації своїх електронів, що зумовлює квантові ефекти Наприклад, золоті наночастинки надають розчину від темно червоно до чорного забарвлення. 
Наночастинки жовтого золота й сріблясного кремнію стають червоними. Золоті наночастинки плавляться при набагато менших температурах (~300 °C для частинок розміром 2,5 нм) ніж суцільні золоті пластини (1064 °C). Нанопровідникові наночастинки, в яких проявляється розмірне квантування, називають також квантовими точками. Поглинання сонячної радіації набагато вище в матеріалах, що складаються з наночастинок, ніж у тонких плівках тієї ж речовини. Як і в сонячній фотовольтаїці, так і в термічних застовуваннях сонячної енергії, можливо, контролюючи розмір, форму та склад наночастинки, управляти поглинанням сонячного світла. 
Інші зміни, що залежать від розмірів, включають  розмірне квантування в напівпровідникових частинках, локалізовані плазмони в деяких металах та суперпарамагнетизм у магнетиках. На завжди такі зміни бажані. Феромагнітні частинки, менші ніж  10 нм можуть змінити напрямок намагнічення при кімнатній температурі завдяки тільки тепловій енергії, що робить їх непридатними для пристроїв пам'яті. 
Суспензії наночастинок можливі завдяки тому, що їхня поверхня  достатньо сильно взаємодіє з розчинником, щоб подолати різницю в густинах, яка, інакше, призвела б або до опускання матеріалу на дно або спливання на поверхню.
Велика площа поверхні порівняно з об'ємом забезпечує значну дифузію наночастинок, особливо при підвищених температурах. Агрегація може відбуватися при нижчих температурах і швидше, ніж для більших частинок.  Теоретично це не впливає на густину продукту, але виникають технологічні складнощі, пов'язані зі схильністю наночастинок утворювати скупчення.  Наночастинки використовуються в деяких продуктах широкого вжитку, надаючи їм нових властивостей. Наприклад, наночастинки діоксиду титану створюють так званий ефект самоочищення, а завдяки малим розмірам їх власне не видно. Наночастинки оксиду цинку мають чудові властивості щодо захисту від ультрафіолетового випромінювання, тому їх часто використовують в лосьйонах від засмаги.
Наночастинки оксидів, уведені в полімерну матрицю, зміцнюють її, що призводить до утворення міцніших пластмас, що можна підтвердити збільшенням температури склування та різними механічними тестами. Твердість наночастинок частково передається полімеру. Наночастинки вводять також у текстильні волокна з метою створення привабливого й функціонального одягу.
Окрім металевих, діелектричних та напівпровідникових наночастинок, створюються також гібридні структури - наноболонки, напівпровідникові нанокристали типу ядро-оболонка.  Такі нанорозмірні частинки використовуються в біомедичних застосуваннях як переносники ліків та агенти, що надають забарвлення.

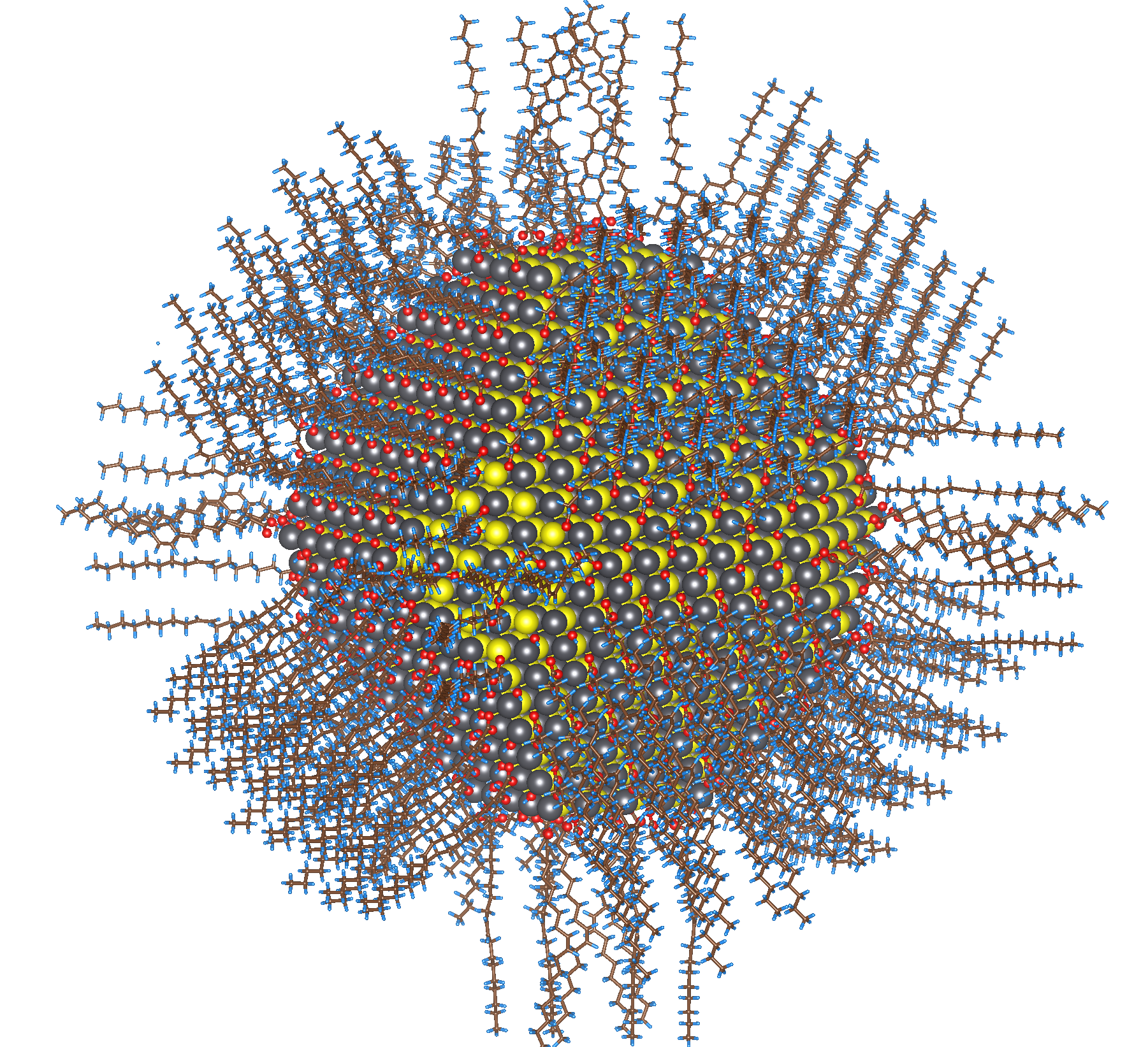
Напівпровідникова наночастинка (квантова точка) сульфіду свинцю, повністю пасивована олеїновою кислотою, олеаміном та гідроксилами (розмір ~5 нм)

Виготовляються напівтверді та м'які наночастинки. Прототипом напівтвердої наночастинки є ліпосома. Ліпосомні наночастинки різного роду використовуються клінічно як системи постачання антиракових ліків та вакцин.
Наночастинки, що є наполовину гідрофільними, а наполовину гідрофобними називають наночастинками Януса. Вони ефективно стабілізують емульсії, можуть самозібратися на межі розділу вода/олія і діяти як тверді сурфактанти.

## Синтез
Існують різні методи створення наночастинок, зокрема конденсація з газу, змелювання, преципітація, піроліз, гідротермальний синтез. У механічному способі макроскопічні або мікрооскопічні частинки засипають у млинок із твердими кульками й сточують до бажаних розмірів. Отриманий порошок потім фільтрують, відбираючи з нього наночастинки. У піролізі прекурсор у газовій або рідкій формі вприскують під високим тиском у сопло й спалюють. Утворюється щось на зразок сажі, з якої наночастинки вібирають фільтруванням. Традиційно результатом піролізу часто є скупчення наночастинок. Щоб запобігти йому використовують надзвукові форсунки.  
Гаряча плазма має достатньо енергії для випаровування частинок мікронних розмірів. Використовують плазму з температурою в околі 10 000 K, здатну випарувати порошок. Наночастинки утворюються при охолодженні на виході з області плазми. Для отримання наночастинок використовуються в основному плазмові факели постійного струму, дугові, радіочастотні індукційні. В плазмових реакторах дугового типу енергію, необхідну для випаровування, отримують за рахунок дугового розряду, що утворюється між анодом та катодом. Наприклад, кремнезем у формі піску можна випарувати в дуговому розряді при атмосферному тиску, тонкі алюмінієві дротини - методом вибуху. Отриману суміш плазми та випаруваного двооксиду силіцію можна швидко охолодити киснем, забезпечуючи якість утвореної силіки.
У радіочастотних індукційних факелах плазма отримує енергію від електромагнітного поля котушок. Плазма при цьому не контактує з електродами, що запобігає проблемі забруднення й дозволяє працювати з широким діапазоном газів: інерних, відновників, окиснювачів та інших їдких речовин. Робоча частота зазвичай лежить в межах від 200 кГц до 40 МГц. Лабораторні установки мають потужність 30-50 кВт, тоді як промислові  - до 1 МВт. Час перебування крапельки  речовини в плазмі дуже короткий, тому необхідно подавати на вхід маленькі крапельки, щоб вони могли повністю випаруватися. Радіочастотний метод дозволив синтезувати наночастинки різних матеріалів, наприклад, керамічних: оксидів, карбідів та нітридів титану й силіцію.
Для формування наночастинок металів з низькою температурою плавлення часто використовується конденсація в інертному газі. Метал випаровують у вакуумі, а потім охолджують струменем газу. Швидко охолоджений метал конденсується в крапельки нанометрових розмірів, струмінь газу захоплює їх. Потім їх можна осадити на підкладку або вивчати як є.
Радіаційна хімія надає ще один спосіб синтезу наночастинок. Радіоліз, зумовлений гамма-променями може створити в розчині активні вільні радикали. Ця проста технологія використовує невелике число хімікатів, до яких входить вода, розчинна сіль металу, підбирач радикалів (часто вторинний спирт) та поверхнево-активна речовина. Необхідні високі дози гамма опромінення порядку  104 грей. В цьому процесі відновлення радикалів залишає іони в стані з нульвою валентністю. Підбрирач взаємодіє переважно з радикалом-окиснювачем, запобігаючи повторному окисненню металу. У стані з нульовою валентністю атоми металу збираються в частинки. Поверхнево-активна речовина оточує частинку в процесі формування і регулює її ріст. Якщо молекул сурфактанта достатньо багато, вони залишаються з частинкою. Це запобігає дисоціації чи утворення кластерів з іншими частинками. Утворення наночастинок методом радіоліз дозволяє регулювати розмір та форму частинки через підбір концентрації прекурсорів та дози опромінення. 
Іншим популярним методом отримання наночастинок  є так званий золь-гель процес, в якому в розчині будується мережа полімерів, що містять потрібні утворення. 

## Додаткова література

### Журнали
- Journal of Nanoparticle Research (Springer Nature)
- International Journal of Nanoparticles (Inderscience)